# فیحاء
فیحاء (به عربی: الفیحاء) یک منطقهٔ مسکونی در کویت است که در استان عاصمه قرار دارد. فیحاء در حومه شهر کویت و در ۱٫۶ کیلومتری آن واقع شده است. موزه گردشگری توریکی در فیحاء قرار دارد.